# Primera División (Uruguay) 1976
Die Saison 1976 der Primera División war die 73. Spielzeit (die 45. der professionellen Ära) der höchsten uruguayischen Spielklasse im Fußball der Männer, der Primera División.
Die Primera División bestand in der Meisterschaftssaison des Jahres 1976 aus zwölf Vereinen, deren Mannschaften in insgesamt 132 von Anfang März bis Ende Juli des Jahres ausgetragenen Meisterschaftsspielen jeweils zweimal aufeinandertrafen. Es fielen 360 Tore. Die Meisterschaft gewann erstmals der Club Atlético Defensor als Tabellenerster vor dem Club Atlético Peñarol und Nacional Montevideo als Zweitem und Drittem der Saisonabschlusstabelle. Damit wurde zum ersten Mal seit Beginn des Profizeitalters im Jahre 1932 in Uruguay nicht Peñarol oder Nacional, sondern ein anderer Klub Uruguayischer Meister. Centro Atlético Fénix musste in die Segunda División absteigen. Defensor und Peñarol qualifizierten sich für die Copa Libertadores 1977.
Torschützenkönig wurde mit 18 Treffern wie schon in den drei vorangegangenen Jahren Fernando Morena von Peñarol.

## Jahrestabelle
| Pl. | Verein                    | Sp. | S  | U  | N  | Tore    | Diff. | Punkte |
| --- | ------------------------- | --- | -- | -- | -- | ------- | ----- | ------ |
| 1.  | Club Atlético Defensor    | 22  | 13 | 6  | 3  | 033:240 | +9    | 32     |
| 2.  | Club Atlético Peñarol (M) | 22  | 13 | 5  | 4  | 038:230 | +15   | 31     |
| 3.  | Nacional Montevideo       | 22  | 12 | 4  | 6  | 043:300 | +13   | 28     |
| 4.  | Danubio FC                | 22  | 8  | 7  | 7  | 028:260 | +2    | 23     |
| 5.  | Huracán Buceo             | 22  | 7  | 8  | 7  | 035:360 | −1    | 22     |
| 6.  | Montevideo Wanderers      | 22  | 7  | 7  | 8  | 029:300 | −1    | 21     |
| 7.  | River Plate               | 22  | 4  | 11 | 7  | 026:310 | −5    | 19     |
| 8.  | CA Cerro                  | 22  | 6  | 7  | 9  | 021:290 | −8    | 19     |
| 9.  | Centro Atlético Fénix     | 22  | 5  | 8  | 9  | 031:350 | −4    | 18     |
| 10. | Club Atlético Rentistas   | 22  | 5  | 8  | 9  | 030:370 | −7    | 18     |
| 11. | Sud América (N)           | 22  | 5  | 8  | 9  | 021:290 | −8    | 18     |
| 12. | Liverpool FC              | 22  | 5  | 5  | 12 | 025:300 | −5    | 15     |

| (M) | Meister der vorangegangenen Saison  |
| (N) | Aufsteiger aus der Segunda División |